# لوسي إيرفين
لوسي إيرفين (مواليد 1 فبراير 1956) هي مغامرة وكاتبة بريطانية. اشتهرت بقضاء عام كامل على جزيرة توين المهجورة وبكتابها ”كاستاواي“ (1983) الذي تصف فيه تجربتها.

## الحياة المبكرة
ولدت إيرفين في ويتون، لندن، وهي الابنة الصغرى لروبرت ر. إيرفين وزوجته لينا هولواي، بالإضافة إلى أختها الكبرى، لديها أخ أصغر منها. كشفت لاحقًا أنها عاشت طفولة مضطربة، ما جعلها تطور ”عادة العزلة“ والاعتماد على مذكراتها بدلاً من الناس نتيجة لحياتها الأسرية. هربت مرارًا من المدرسة ومن المنزل، مؤكدة أن ذلك لم يكن ”لأنني كنت غير راضية، بل لأنني وجدت ذلك ممتعًا“،وزاعمةً ”أنني لم أكن أنتمي إلى أي مجموعة معينة، فكنت حرة في المراقبة. كنت أرسم رسومات كلمات لوجوه الناس وأفعالهم. لكنني كنت أحافظ دائمًا على مسافة معينة، وقد استمرت تلك العادة“. لم تحصل على تعليم كامل بعد بلوغها الثالثة عشر.
قبل كتابة رواية "منبوذ"، عملت كعاملة نظافة، وحارسة قرود، ونادلة، ورفيقة بناء حجر، وعارضة أزياء، وطاهية معجنات، وبوابة، وموظفة في مصلحة الضرائب الداخلية.

## الكتب
في عام 1981، استجابت إيرفين لإعلان نشره الكاتب جيرالد كينغزلاند، فأصبحتا منبوذتين عمدًا لمدة عام في جزيرة توين المعزولة وغير المأهولة، الواقعة في مضيق توريس بين غينيا الجديدة وأستراليا. في عام 1983، نشرت روايتها عن تجربتها "كاستواي"، التي استُخدمت لاحقًا كأساس لفيلم يحمل الاسم نفسه عام 1986. ووفقًا لإيرفين، فإن الفيلم، الذي أخرجه نيكولاس رويغ، يدور حول علاقة رجل مسن وشابة أكثر منه حول تجاربها في الجزيرة.
بعد نجاح كتاب "منبوذ" ، نشرت عام 1985 كتاب "الهاربة" الذي يروي حياتها قبل قرارها بقضاء عام في توين. يصف الكتاب كيف تعرضت للاغتصاب تحت تهديد السكين أثناء سفرها في اليونان، ما أدى إلى انهيارها النفسي.  
نشرت روايتها الأولى One is One في عام 1989. 
تواصلت ديانا هيبورث وزوجها توم مع إيرفين لكتابة سيرتهم الذاتية. في عام 1947، أبحر الزوجان البريطانيان من إنجلترا وشرعا في رحلة محفوفة بالمخاطر بحثًا عن جنة بعيدة حيث يمكنهما إنشاء حياة أسرية. استقرا في جزيرة بيجون في جزر سليمان، حيث أدارا شركة تجارية. قبلت إيرفين الدعوة وسافرت في عام 1998 إلى جزر سليمان للانغماس مرة أخرى في حياة الجزيرة. رافقها طفلاها الأصغر سناً، وبعد عام، عادت لتكتب كتاب "بعيدًا".  

## الحياة الشخصية
تزوجت إيرفين من جيرالد كينجزلاند في عام 1981، وكان هذا ضروريًا للإقامة في توين، لكنهما انفصلا بعد ذلك.  . وفي عام 1984، اشترت إيرفين كوخ روماخروي المنعزل، بالقرب من نيرن في اسكتلندا، حيث قامت، في معظم الأوقات كأم عزباء، بتربية أبنائها الثلاثة.    وفي عام 2007، انتقلت إلى جنوب شرق بلغاريا.
وهي عضو في ´جمعية منسا الدولية (صرحت بأنها "خضعت لاختبار وانضمت إلى مينسا عندما كانت تبلغ من العمر 16 عامًا") .  

## بيان بالمؤلفات
- Irvine، Lucy (1983). Castaway. لندن: فيكتور غولانكز. ISBN:0-575-03340-1. OCLC:11371743.
- Irvine، Lucy (1987). Runaway. New York: رندم هاوس. ISBN:0-394-54510-9. OCLC:14002098.
- Irvine، Lucy (1990). One is One. لندن: هودر وستوكتون.
- Irvine، Lucy (2000). Faraway. لندن: Doubleday. ISBN:0-385-60180-8. OCLC:44915500.